# Бремберг (Рейн-Лан)
Бремберг (нем. Bremberg) — община в Германии, в земле Рейнланд-Пфальц.
Входит в состав района Рейн-Лан. Подчиняется управлению Катценельнбоген. Население составляет 285 человек (на 31 декабря 2010 года). Занимает площадь 6,07 км².